# Lyelliana dryophila
Lyelliana dryophila är en fjärilsart som beskrevs av Turner 1917. Lyelliana dryophila ingår i släktet Lyelliana och familjen mätare. Inga underarter finns listade i Catalogue of Life.